# Marcus Strümpe

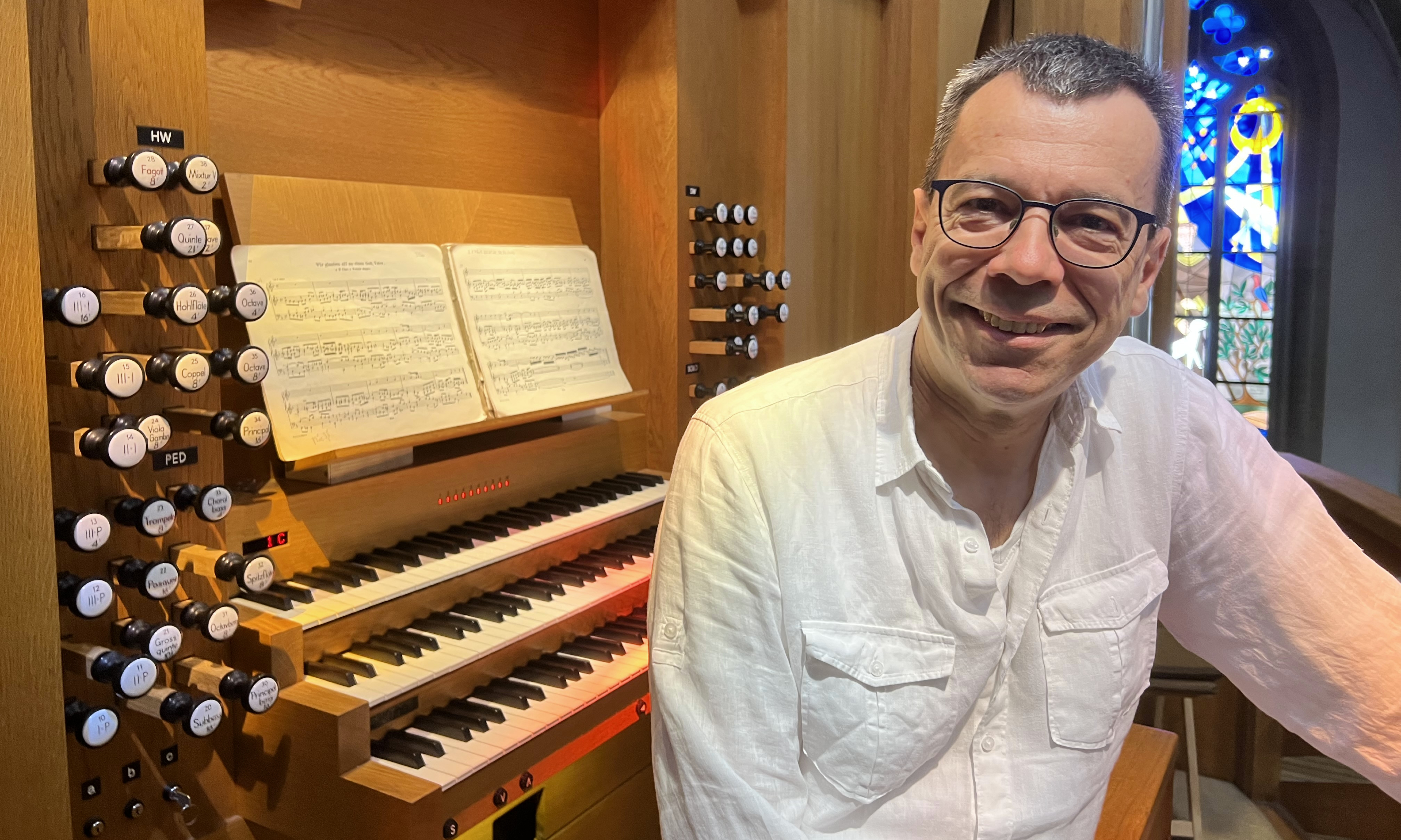
Marcus Strümpe in der Salvatorkirche Duisburg

Marcus Strümpe (* 1967 in Herborn) ist ein deutscher Kirchenmusiker.

## Leben
Strümpe studierte an der Folkwang-Hochschule Essen und an der Musikhochschule Trossingen Kirchenmusik (A-Examen). 1990 bis 1993 war er Assistent von Ralf Otto. Er besuchte Meisterkurse bei Sergiu Celibidache und Frieder Bernius. Von 1994 bis 2007 wirkte Strümpe als Kirchenmusiker der Pauluskirche in Duisburg. 2003 übernahm er die Leitung des Philharmonischen Chores in Duisburg. 2007 wurde er als Kantor an die Salvatorkirche in Duisburg berufen. Er ist einer der Kuratoren der Orgel in der Mercatorhalle. 2022 wurde er mit dem Ehrentitel Kirchenmusikdirektor der Evangelischen Kirche im Rheinland ausgezeichnet.

## Tondokumente
- Die Kuhn-Orgel der Salvatorkirche Duisburg. Marcus Strümpe spielt symphonische Orgelmusik.[4]